# 曾全
曾全（1461年—？），字復初，湖廣郴州永興縣人，軍籍，明朝政治人物。

## 生平
湖廣鄉試第十九名舉人。成化二十三年（1487年）中式丁未科會試第六十九名，二甲第八十八名進士。授户部主事。因上疏弹劾御史屠滽违法之事，被诬下狱，旋解职回家。

## 家族
曾祖曾如栢；祖父曾克謙，曾贈承德郎刑部主事；父曾䡵，刑部員外郎。母楚氏（封安人）。具庆下。兄曾仝、曾介（贡士）。弟曾佥、曾念。